# فرانکی توماس (دوچرخه‌سوار)
فرانکی توماس (انگلیسی: Frankie Thomas؛ زادهٔ ۲۸ نوامبر ۱۹۰۶) دوچرخه‌سوار اهل استرالیا است. وی در مسابقات تور دو فرانس شرکت کرده است. 